# Ruggiero Maurigi
Giovanni Maurigi, 5º Marchese di Castel Maurigi (scritto anche Castelmaurigi), Barone delle Chiuse (Palermo, 4 agosto 1843 – Bagni di Lucca, 10 dicembre 1919), è stato un imprenditore, politico e patriota italiano.

## Biografia
Discendente da un'antica famiglia germanica, arrivata in Sicilia al seguito di Federico II di Svevia, era figlio  dell'avvocato generale della Cassazione Giuseppe, marchese di Castel Maurigi, e di Rosalia Staiti, dei baroni delle Chiuse.
Appena diciassettenne è volontario nell'insurrezione anti-borbonica che porta alla conquista di Palermo da parte dei garibaldini. Arruolatosi come ufficiale nell'esercito meridionale (come Garibaldi chiama i suoi uomini dal 4 giugno 1860), prende parte alle successive tappe della sua spedizione a Reggio Calabria, sull'Aspromonte e alla mancata presa di Roma del 1862, fermata a Mentana. Nella terza guerra d'indipendenza partecipa alla campagna di invasione del Trentino, arrivando al grado di maggiore e guadagnandosi una medaglia d'argento al V.M. per comportamento eroico a Bezzecca, ed è in seguito in prima fila nelle campagne del 1867 e 1868 per la presa di Roma. 
Dopo lo scioglimento del Corpo Volontari Italiani torna a Palermo, dove dal 1870 partecipa alla vita politica prima come consigliere comunale e provinciale, quindi deputato alla Camera per sette legislature non consecutive, dal 1874 al 1886 nel collegio di Trapani, poi dal 1891 al 1892 di Siracusa e dal 1897 al 1904 di Borgo a Mozzano. In occasione del cinquantenario della conquista della Sicilia del 1910 viene nominato senatore del Regno.
Fu anche Vicepresidente della Croce Rossa Italiana.